# نموذج سنغافورة

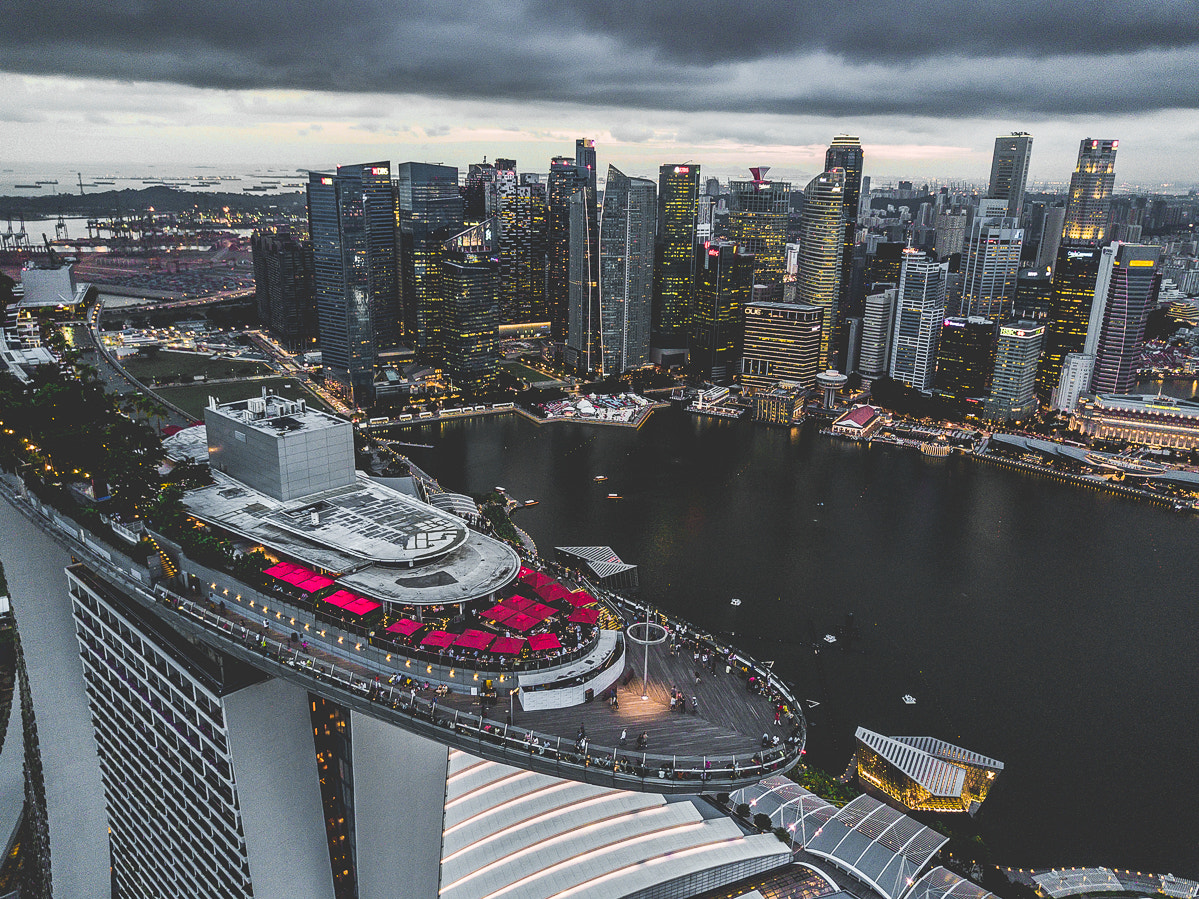
خط الأفق من منطقة قلب مدينة سنغافورة

نموذج سنغافورة أو نموذج سنغافورة الاقتصادي، يشير إلى مختلف السياسات الاقتصادية والاجتماعية التي تبنتها حكومة سنغافورة عقب استقلالها عام 1965، والتي أدت إلى فترة من التصنيع السريع والنمو الاقتصادي تحولت فيها سنغافورة من دولة نامية إلى دولة متقدمة ذات اقتصاد مرتفع الدخل في غضون عقود قليلة.
اقترن التطور السريع لاقتصاد سنغافورة باعتراف القانون بحياديتها مطلع القرن الحادي والعشرين كاعتمادها المقر الرئيسي لمنتدى التعاون الاقتصادي لدول آسيا والمحيط الهادئ (إيه بّي إي سي)، مستضيفةً أحداثًا بارزة مثل اجتماع ما-شي، وقمة كوريا الشمالية والولايات المتحدة الأمريكية 2018 ، والمنتدى الاقتصادي العالمي (دبليو إي إف)، فضلًا عن نشوء تكتلات الشركات المتعددة الجنسيات بدعم من صناديق ثرواتها السيادية، كشركة كرييتف تكنولوجي، وجراب ، ومجموعة لازادا، وشوبي، وشركة راذر.
حاليًا، أصبح نصيب الفرد من الناتج المحلي الإجمالي في سنغافورة من بين أعلى المعدلات في العالم. فضلًا عن ذلك، تحتل البلاد مرتبة عالية في التصنيفات المتعلقة بنوعية الحياة، بالأخص من ناحية التعليم والإسكان ورأس المال البشري والرعاية الصحية والعمر المتوقع والأمان والشفافية. في أحدث مركبة إحصائية لمؤشر التنمية البشرية، صُنفت سنغافورة كأعلى دولة ذات سيادة في آسيا، وماتزال تحتل مرتبة عالية على مؤشر التنمية البشرية المعدل حسب بيانات التفاوت. تعتبر أيضًا واحدة من أكثر البلدان سلامًا في العالم وأكثر البلدان سلامًا في آسيا على مؤشر السلام العالمي.

## نظرة عامة
على امتداد أغلب تاريخها المعاصر (بعد عام 1819) ما قبل الاستقلال، كانت سنغافورة مستعمرة ملكية وميناء إعادة تصدير لما يزيد عن قرن من الزمان. في أعقاب الحرب العالمية الثانية على جبهة المحيط الهادئ، تفككت الإمبراطورية البريطانية وفقدت تدريجيًا مكانتها كقوة عظمى، وحصلت سنغافورة على استقلالٍ ذاتي واسع في خمسينيات القرن العشرين، واكتسبت الحكم الذاتي عام 1959 قبل انضمامها إلى اتحاد ماليزيا عام 1963. بيد أن هذه التسوية لم تدم طويلًا. في خضم التوترات المتصاعدة بين الحكومة المركزية بقيادة المنظمة الوطنية الملايوية المتحدة وحزب حكومة الدولة في سنغافورة -حزب العمل الشعبي- طردت ماليزيا في نهاية المطاف سنغافورة عام 1965 لتصبح الأخيرة دولة ذات سيادة.
كان الوضع الذي واجهته سنغافورة عند الاستقلال متقلبًا ويتجلى خاصةً في القاعدة الاقتصادية المتخلفة والسوق المحلية المحدودة والافتقار للتعليم الشامل وارتفاع معدل البطالة والصراعات الإثنية والافتقار للضمان الاجتماعي والإسكان فضلًا عن التهديدات الأجنبية كالغزو من دول الجوار.

## التدابير والسياسات
لي كوان يو مؤسس البلاد وأول رئيس وزراء، خدم لمدة 31 عامًا حتى عام 1990 ليصبح لاحقًا وزيرًا أقدمًا، وفي نهاية المطاف الوزير المرشد للحكومة السنغافورية حتى استقالته عام 2011. أثر لي تأثيرًا كبيرًا على الهوية الوطنية لسنغافورة ونهجها إزاء السياسة العامة. في عهد لي أصبحت سنغافورة تعتبر واحدة من النمور الآسيوية الأربعة إلى جانب هونغ كونغ وكوريا الجنوبية وتايوان (جمهورية الصين).
ومع ذلك، على عكس الاقتصادات الآسيوية الأخرى المتنامية، بما في ذلك اليابان-سنغافورة، ومع الاحتفاظ بسيطرة الدولة على التنمية الاقتصادية الأساسية، لم تستخدم سياسات حمائية للمساعدة في رعاية شركاتها الصناعية المحلية الضخمة. وبدلًا من ذلك، اتبعت سنغافورة نموذجا للتنمية الاقتصادية يعطي الأولوية للاستثمار الأجنبي المباشر، ولا سيما الشركات المتعددة الجنسيات. إلا أنها ماتزال تؤيد دعم الصناعات التحويلية المحلية الهامة، ولا سيما في مجال عتاد الحاسوب وتصنيع عناصر أشباه الموصلات ، بما في ذلك شركات مثل كرييتف تكنولوجي، وشركة تصنيع أنظمة السيليكون، وتصنيع أشباه الموصلات المعتمدة، ومجموعة المركز المتحد للاختبار والتجميع (يو تي إيه سي).

### السنوات الأولى (1959-1973)
أنشِئ مجلس التنمية الاقتصادية في عام 1961 لصياغة وتنفيذ استراتيجيات اقتصادية وطنية تركز على تعزيز قطاع الصناعة التحويلية في سنغافورة. وأنشئت مناطق صناعية، لا سيما في مقاطعة جورونغ، وجُذب الاستثمار الأجنبي إلى البلد بالحوافز الضريبية. حوّل التصنيع قطاع الصناعات التحويلية إلى قطاع ينتج سلعًا ذات قيمة مضافة أعلى ويحقق إيرادات أكبر. نما أيضًا قطاع الخدمات في هذا الوقت مدفوعًا بالطلب على الخدمات من قبل السفن التي ترسو في الميناء وزيادة التجارة. وساعد هذا التقدم على تخفيف حدة أزمة البطالة. اجتذبت سنغافورة أيضًا شركات نفطية كبرى مثل رويال داتش شل وإسو لإنشاء مصافٍ لتكرير النفط في سنغافورة التي أصبحت بحلول منتصف السبعينيات ثالث أكبر مركز لتكرير النفط في العالم.
وعلاوة على ذلك، استغلت سنغافورة موقعها الجغرافي المفيد لزيادة جذبها لرأس المال الأجنبي من خلال الإعانات، مع التركيز على تنمية تجارة الصادرات والصناعات الكثيفة العمالة. وقد عزز النمو المستمر للاستثمار الأجنبي المباشر التنمية الاقتصادية وخلق المزيد من فرص العمل للسنغافوريين. إن الجهود الحثيثة لبناء شقق الإسكان العام في مختلف أنحاء البلاد من قِبَل مجلس الإسكان والتنمية لم تحقق فقط «ملكية المساكن» التي أصبحت الآن من بين أعلى المعدلات في العالم، بل وأيضًا حفزت السوق الاستهلاكية المحلية تحفيزًا قويًا. ساعد عيش السنغافوريين في سلام واطمئنان في توسيع تراكم رؤوس أموال الدولة وشكل هذا إلى جانب صندوق الادخار المركزي حلقة مفيدة فريدة من التنمية الاقتصادية.

### النمو السريع (1974-1985)
بحلول السبعينيات القرن العشرين، كانت الحالة الاقتصادية في المنطقة والعالم آخذة في التغير. وعلى الرغم من تعديل السياسات في وقت لاحق، فإن النموذج الأساسي لم يتغير إلى حد كبير وظل قادرًا على التكيف، لكنه تحسن تدريجيًا على الأساس الأصلي. وبين عامي 1974 و 1985، استمر الاقتصاد في التحسن ودخل في مسار إنمائي سريع، وبدأت سنغافورة في تطوير عملية التصنيع على أساس تجارة المواد المعاد تصديرها المهيمنة على الاقتصاد. افتُتح مطار شانغي سنغافورة في عام 1981، وطُورت الخطوط الجوية السنغافورية لتصبح شركة طيران رئيسية، وارتئي أن يكون الطيران صناعة رئيسية بالنسبة إلى الدولة-المدينة. علاوة على ذلك، أصبح ميناء سنغافورة أحد أكثر الموانئ ازدحامًا في العالم، وشهدت صناعات الخدمات والسياحة نموًا هائلا خلال هذه الفترة. لكن برزت مشكلة نقص موارد اليد العاملة المحلية نتيجة انخفاض عدد سكانها، والنمو الاقتصادي كان يعتمد إلى حد كبير على اليد العاملة. وقررت الحكومة في ذلك الوقت اعتماد قانون للهجرة لحل مشكلة نقص اليد العاملة، ومن ناحية أخرى، حدت معدل نمو تكاليف اليد العاملة المحلية بزيادة معدل اشتراك أرباب العمل في صندوق الادخار المركزي.

### تطوير صناعات الخدمات (1986-1997)
خلال العقدين الأخيرين من القرن العشرين، واستجابةً لمشاكل مثل الفوران الاقتصادي للاستثمار العقاري والنمو المفرط لتكاليف العمالة، طورت سنغافورة صناعة الخدمات بقوة واعتبرت صناعة الخدمات «المحرك الثاني» لتعزيز التنمية الاقتصادية، ولا سيما التطوير السريع لصناعة الخدمات المالية والإعلامية.
وقد أحدثت الأزمة المالية الآسيوية في عام 1997 تغييرات هائلة في الحالة الدولية. ورغم أن سنغافورة كانت من أقل الدول تأثرًا، فإن النموذج الإنمائي الأصلي كشف عن تحديات محتملة، وفي نهاية المطاف عُدلت السياسات الاقتصادية لسنغافورة لتركز بشكل رئيسي على استخدام النظم الاقتصادية الناضجة من أجل تطوير الصناعات الاقتصادية القائمة على المعرفة بصورة نشطة وتشجيع المشاريع الابتكارية الوطنية التي تسعى الحكومة جاهدة إلى تهيئة بيئة جيدة لها وكذلك في جوانب أخرى. واليوم، أضحت سنغافورة مركزًا ماليًا وإعلاميًا وتكنولوجيًا إقليميًا وعالميًا متطورًا متضمنةً جوانب التشغيل الآلي والتكنولوجيا المالية ما يعطيها القدرة على استيعاب ونشر الموارد المالية والتجارية بكفاءة.

## الإرث
بصورة عامة، اعتبر نموذج سنغافورة قصة نجاح، وحظيت بثناء عالمي على مستوى تنميتها الاقتصادية الرفيعة وحكومتها النزيهة والفعالة. واعتُبرت أيضًا مثالًا اقتصاديًا يحتذى به للبلدان النامية الأخرى وخصوصًا في أفريقيا مثل غانا ورواندا فضلًا عن الجبل الأسود. ومع ذلك، كثيرًا ما يذكر زعماء سنغافورة، ولا سيما لي، ممارسة القيم الآسيوية والكونفوشيوسية باعتبارها عاملًا حاسمًا نحو النجاح الاقتصادي والسياسي، ومما يثير الجدل مدى تأثير هذه القيم والممارسات على نمو اقتصاد سنغافورة وتنميتها فضلًا عن النمور الآسيوية الأخرى عمومًا.

### «سنغافورة على التمز»
أثناء مفاوضات خروج المملكة المتحدة من الاتحاد الأوروبي، صاغ مستشار الخزانة السابق فيليب هاموند مستلهمًا بالسياسات الاقتصادية في سنغافورة عبارة «سنغافورة على نهر التمز» في إشارة إلى نهر التايمز المتدفق عبر جنوب إنجلترا وضمن لندن. ومن المفترض أن تصف هذه الفكرة بريطانيا المزدهرة في مرحلة ما بعد الانسحاب عندما تحولت إلى اقتصاد سوق حر ذي ضريبة منخفضة وجدير بالاستحقاق، وهو اقتصاد قادر على المنافسة في منطقة اليورو المفرطة التنظيم. ولقد حظي هذا الرأي أيضًا بتأييد ساسة بريطانيين آخرين بمن فيهم رئيس الوزراء بوريس جونسون ومجلس وزرائه الذي أشار أيضًا إلى نيته تحويل البلاد إلى «سنغافورة أوروبا».
بيد أن نجاح محاكاة النموذج الاقتصادي السنغافوري قوبل ببعض التشكك، إذ رأى البعض أن المملكة المتحدة لا تستطيع تنفيذه بإتقان حتى لو حاولت ذلك بسبب الاختلافات الثقافية والجغرافية. أكدت المستشارة الألمانية أنجيلا ميركل أن المملكة المتحدة «سنغافورية الطراز» من شأنها أن تشكل «تهديدًا اقتصاديًا» للاتحاد الأوروبي.